# Campionato sudamericano femminile di pallavolo 2011
Il XXIX campionato sudamericano femminile di pallavolo si è svolto dal 28 settembre al 2 ottobre 2011 a Callao, in Perù. Al torneo hanno partecipato 7 squadre nazionali sudamericane e la vittoria finale è andata per la diciassettesima volta, la nona consecutiva, al Brasile.

## Gironi
| Girone A              | Girone B                        |
| --------------------- | ------------------------------- |
| Colombia Perù Uruguay | Argentina Brasile Cile Paraguay |

## Fase finale

### Finali 1º e 3º posto
|  | Semifinali 1º/4º posto | Semifinali 1º/4º posto | Semifinali 1º/4º posto |           |         | Finale 1º/2º posto | Finale 1º/2º posto | Finale 1º/2º posto |  |
|  |                        |                        |                        |           |         |                    |                    |                    |  |
|  | Brasile                | Brasile                | 3                      |           |         |                    |                    |                    |  |
|  | Brasile                | Brasile                | 3                      |           |         |                    |                    |                    |  |
|  | Colombia               | Colombia               | 0                      |           |         |                    |                    |                    |  |
|  | Colombia               | Colombia               | 0                      |           | Brasile | Brasile            | 3                  |                    |  |
|  |                        |                        |                        |           | Brasile | Brasile            | 3                  |                    |  |
|  |                        |                        | Argentina              | Argentina | 0       |                    |                    |                    |  |
|  | Perù                   | Perù                   | Argentina              | Argentina | 0       | 0                  |                    |                    |  |
|  | Perù                   | Perù                   |                        |           |         | 0                  |                    |                    |  |
|  | Argentina              | Argentina              | 3                      |           |         | Finale 3º/4º posto | Finale 3º/4º posto | Finale 3º/4º posto |  |
|  | Argentina              | Argentina              | 3                      |           |         |                    |                    |                    |  |
|  |                        |                        |                        |           |         |                    |                    |                    |  |
|  |                        |                        |                        |           |         | Colombia           | Colombia           | 1                  |  |
|  |                        |                        |                        |           |         | Colombia           | Colombia           | 1                  |  |
|  |                        |                        |                        |           |         | Perù               | Perù               | 3                  |  |

### Finale 5º posto
|  | Semifinali | Semifinali | Semifinali |      |         | Finale  | Finale | Finale |  |
|  |            |            |            |      |         |         |        |        |  |
|  | Uruguay    | Uruguay    | 3          |      |         |         |        |        |  |
|  | Uruguay    | Uruguay    | 3          |      |         |         |        |        |  |
|  | Paraguay   | Paraguay   | 0          |      |         |         |        |        |  |
|  | Paraguay   | Paraguay   | 0          |      | Uruguay | Uruguay | 3      |        |  |
|  |            |            |            |      | Uruguay | Uruguay | 3      |        |  |
|  |            |            | Cile       | Cile | 1       |         |        |        |  |
|  | -          | -          | Cile       | Cile | 1       | -       |        |        |  |
|  | -          | -          |            |      |         |         |        |        |  |
|  | -          | -          | -          |      |         |         |        |        |  |

## Classifica finale
| Classifica | Squadre   | Qualificazione       |
| ---------- | --------- | -------------------- |
|            | Brasile   | Coppa del Mondo 2011 |
|            | Argentina |                      |
|            | Perù      |                      |
| 4          | Colombia  |                      |
| 5          | Uruguay   |                      |
| 6          | Cile      |                      |
| 7          | Paraguay  |                      |